# John Gardner (amerikansk författare)
John Champlin Gardner född 21 juli 1933 i Batavia, New York, död 14 september 1982 i Susquehanna, Pennsylvania (motorcykelolycka), var en amerikansk författare.
Gardner råkade som elvaåring köra ihjäl sin sjuåriga bror med en traktor. Efter avslutade studier 1958 inledde han en karriär som universitetslärare med medeltiden som specialitet. Han grundade litteraturtidskriften MSS. Gardner debuterade 1966 med romanen The Resurrection.